# Paranthura japonica
Paranthura japonica là một loài chân đều trong họ Paranthuridae. Loài này được Richardson miêu tả khoa học năm 1909.